# Ганс Керль
Не плутати з імперським міністром і офіцером поліції!
Ганс Керль (нім. Hans Kehrl; 8 вересня 1900, Бранденбург-на-Гафелі — 26 квітня 1984, Графенау) — державний діяч Німеччини, підприємець, лідер військової економіки, бригадефюрер СС. Кавалер Лицарського хреста Хреста Воєнних заслуг з мечами.

## Біографія
Ганс Керль був сином власника суконної фабрики в Котбусі Рудольфа Керля. Освіту здобув в Бранденбурзькій і Котбуській гімназіях, Державному технікумі текстильної промисловості в Ройтлінгені (1921). У 1922-24 роках стажувався в США, пройшов курс менеджменту в Бостоні. Потім працював на фабриці батька, з 1926 року — компаньйон і співвласник. У цей період приєднався до націонал-ліберальної Німецької народної партії Густава Штреземана.
У 1931 році Керль встановив контакти з нацистами, 1 травня 1933 року вступив у НСДАП (квиток № 1 878 921), 28 вересня 1936 року — в СС (квиток № 276 899). З 30 січня 1944 року — при штабі Головного управління СС.
Після приходу нацистів до влади в 1933 році Керлі став радником з економічних питань НСДАП в гау «Курмарк», з 9 травня 1933 по травень 1935 року був президентом Промислової та Торгової палати Нижнього Лаузіца (Котбус). Одночасно в 1934 році був співробітником уповноваженого керівника з економічних питань Вільгельма Кеплера.
Після 1934 року Керлі був членом наглядових рад 19 акціонерних товариств, насамперед у важкій і легкій промисловості, в тому числі:
- Alpine Montan AG (Лінц)
- Brüxer Kohlenbergbaugesellschaft (Брюкс)
- Kurmärkische Zellwolle und Zellulose AG (Берлін)
- Nordbömische Kohlenwerks Gesellschaft (Брюкс)
- Rheinische Kunstseide AG (Клефельд)
- Rheinische Zellwolle AG (Зібург)
- Spinnstoffwerk Glauchau AG (Глаухау)
- Sudetenländische Bergbau AG (Брюкс)
- Sudetenländische Treibswerke AG (Брюкс) та інших підприємств концерну Reichswerke AG für Erzbergbau und Eisenhütten «Hermann Göring»

Окрім цього, він був Головою зовнішньоторговельного об'єднання Східного Бранденбургу.
У 1936 році Керль став головним референтом Управління сировини і матеріалів в очолюваному Германом Герінгом Управлінні з чотирирічного плану. З 1 лютого 1938 по 1 листопада 1942 року — генеральний референт з особливих питань в Імперському міністерстві економіки і керівник 2-го підвідділу (текстильна і паперова промисловість). У березні-червні 1938 року — заступник з економічних питань імперського уповноваженого в Австрії та уповноважений Міністерства економіки у Відні. У березні-серпні 1939 року — уповноважений Міністерства економіки в протектораті Богемії і Моравії.
З весни 1941 року Керль був головою правління Ostfaser GmbH, головного монополістичного об'єднання текстильної промисловості на окупованих територіях СРСР. Перед «Ostfaser GmbH» зі штаб-квартирою в Берліні і його дочірнім товариством «Ostlandfaser GmbH» зі штаб-квартирою в Ризі стояло завдання використовувати на потреби Німеччини всі конфісковані підприємства текстильної промисловості і целюлозно-паперової промисловості на захоплених територіях. Виробництво переважно йшло на потреби вермахту. «Ostfaser AG» та його дочірні товариства охоплювали час від часу приблизно 300 підприємств і 30 тисяч працівників.
З 27 листопада 1942 по 1 листопада 1943 року Керль був начальником 2-го головного відділу (гірська промисловість та індустрія) Міністерства економіки. З 16 вересня 1943 року — керівник Управління планування в Імперському міністерстві озброєнь Альберта Шпеера, одночасно очолював 4-й головний відділ (спеціальне планування). З 1 листопада 1943 року одночасно керував Управлінням сировинних ресурсів Міністерства озброєнь.
Після війни Керль був заарештований американськими військами. Утримувався у таборі для інтернованих у Гайльбронні. Був притягнутий до суду Американського військового трибуналу у справі «Вільгельмштрассе». 11 квітня 1949 року був засуджений до 15 років тюремного ув'язнення. Пізніше був амністований і 3 лютого 1951 року звільнений з в'язниці для військових злочинців в Ландсбергу. Згодом працював консультантом з економічних питань в Леверкузені. У 1973 році були видані його мемуари.

## Звання
- Манн СС (28 вересня 1936)
- Унтерштурмфюрер СС (28 вересня 1936)
- Оберштурмфюрер СС (12 вересня 1937)
- Гауптштурмфюрер СС (2 травня 1938)
- Штандартенфюрер СС (20 липня 1938)
- Оберфюрер СС (9 листопада 1939)
- Бригадефюрер СС (14 лютого 1944)

## Нагороди
- Почесна шпага рейхсфюрера СС
- Кільце «Мертва голова»
- Лідер воєнної економіки
- Медаль «У пам'ять 13 березня 1938 року»
- Медаль «У пам'ять 1 жовтня 1938» із застібкою «Празький град»
- Хрест Воєнних заслуг 2-го і 1-го класу з мечами і без мечів
- Лицарський хрест Хреста Воєнних заслуг з мечами (15 листопада 1944)